# Caloptilia acinata
Caloptilia acinata là một loài bướm đêm thuộc họ Gracillariidae. Nó được tìm thấy ở Ấn Độ và Thái Lan.